# Suche (gmina Krasnosielc)
Suche – osada leśna w Polsce, położona w województwie mazowieckim, w powiecie makowskim, w gminie Krasnosielc.
W latach 1975–1998 miejscowość należała administracyjnie do województwa ostrołęckiego.